# محمد حسن الحفري
محمد حسن الحفري (1968-) هُو روائي ومسرحي وقاص سوري، وُلد في درعا، وَهُو عضو اتحاد الكتاب العرب - سوريا، وأمين سر جمعية المسرح (جمعية القصة والرواية سابقاً) خِلال الفَترَة (2019-2020)، ساهم في إِعداد وإخراج العديد من الأَعمَال المسرحيّة في محافظة درعا. حصل على العديد من الجوائز مِنهَا جائزة الدَّولَة التشجيعية في 2017، والمَركَز الثالث في جائزة الطيب صالح العالميَّة للإبداع العالميّ 2011 عَن رواية البوح الأخير، والمَركَز الثاني في جائزة الرواية العربيَّة بالشارقة، وجائزة اتحاد الكتاب العرب - سوريا في مَجَال قصَّة الطَفل والمَركَز الأول في جائزة البتاني للقصة القصيرة.
صدرت لَه العديد من المُؤلَّفات الروائية والقصصية والمسرحيّة مِنهَا رواية «بَين دمعتين» ورواية «البوح الأخير»، ومسرحية «مازال حيا» ومسرحية «تداعيات الحجارة» وَمَجمُوعَة قصصية بعنوان «لحظة دهر» و«تداعيات رجل مهزوم».
لَه عملين دراميين بعنوان «بقايا حزن» و«الأصدِقاء الخمسة» وخماسية بعنوان «سماح» وفلم بعنوان «سمر» وآخر مُشتَرَك بعنوان«غفوة الحبق» وَمَجمُوعَة حلقات تلفزيونية متفرقة، وساهم مَع الكاتب سهيل الذيب والكاتب علي العبد الله في كتابة مسلسل «نقطة من أول السطر».
أخرج عدة مسرحيات منها «العربلم» و«الراقصون» و«الكلاب» و«وردة تليق بالجنرال» و«مدينة من قش» و«فانتازيا الجنون» و«الشريط» و«المولودة الجديدة».

## مؤلفاته
صدرت لَه الأَعمَال التَالِيَة:

### مجموعات قصصية
- لحظة دهر، مَجمُوعَة قصصية ـ الهيئة العامَّة السوريَّة للكتاب (2016).[3]
- تداعيات رجل مهزوم.
- عيون العاشقات، نَشر إلكترونيّ، الهيئة العامة السورية للكتاب (2021).[4]
- حدائق الروح، الهيئة العامَّة السوريَّة للكتاب، 2018.[5]

### روايات
- بَين دمعتين، دائرة الثقافة والإعلاَم في الشارقة ـ دَولَة الإمارات العربية المتحدة عام 2007.[6][7]
- البوح الأخير، الخرطوم (2011).
- صُندُوق الذكريات، رواية، دار العراب، دمشق، 2014م
- مهران والرحلة العجيبة، رواية لِلأَطفَال.
- شروق، رواية لِلأَطفَال.
- وداع أخير لجسد امرأة.
- أراكم هُناك.
- جَنُوب القلب.[8]
- ذرعان مرَّة أُخرى، تموز للطباعة والنشر والتوزيع.
- العلم، دار اليمامة بحمص (2010) وكان اسمها «على حافتي الوهم» حين فازت بجائزة المزرعة.
- كواكب الجنة المفقودة، الهيئة العامَّة السوريَّة للكتاب (2019).[9][10]
- جنوب القلب،  رواية، مؤسسة سوريانا للإنتاج التلفزيوني والإعلامي الطبعة الأولى، دمشق، 2016م والطبعة الثانية 2018م.
- ذرعان، رواية، دار تموز، ديموزي، 2020م

### مسرحيات
- القرد مفاوض، شاطر - مسرحية لِلأَطفَال عَن وزارة الثقافة، الهيئة السوريَّة للكتاب (2011).
- مازال حيا، دار اليمامة حمص (2008).
- تداعيات الحجارة، مسرحية، بيرق لِلخِدمات الطباعية بدمشق (2004).
- الراقصون، مسرحية، بيرق لِلخِدمات الطباعية بدمشق (2004).
- الآلهة خانت عيترون ـ مجلّة الحَيَاة المسرحيّة (2015).
- ظلال الميت.
- وقائع موت عليا.
- رحلة في الغابة، مسرحية لِلأَطفَال.
- ديك الليلة الأخيرة، مسرحية، مجلة الحياة المسرحية عام 2016.
- الطريق إلى الجحيم، مسرحية، مجلة الحياة المسرحية، عام 2018.
- الخروج من الزمن، مسرحية، اتحاد الكتاب العرب، 2020.
- الخروج من الجنة، مسرحية، اتحاد الكتاب العرب، 2020.
- مونودراما التعب، مسرحية، مجلة الحياة المسرحية، 2020.

### للأطفال
- الثعلب يجر ذيله خائباً،  قصة للأطفال، الهيئة العامة السورية للكتاب، مديرية شؤون الطفل، للعام 2018.
- تراجع، قصة للأطفال، الهيئة العامة السورية للكتاب، مديرية شؤون الطفل، عام 2018.
- الطريق إلى البحيرة، رواية للأطفال، الهيئة العامة السورية للكتاب، مديرية شؤون الطفل، عام 2019.
- العجين الذي صار خبزاً، قصة للأطفال، الهيئة العامة السورية للكتاب، مديرية شؤون الطفل، عام 2019.
- الماء المسحور، رواية للأطفال، دار تموز، ديموزي، 2020.

## جوائز
- جائزة شباب سوريَّة المَركَز الأول في مَجَال المسرح (2003).
- جائزة شباب سوريَّة المَركَز الأول في مَجَال المقالة (2004).
- جائزة المزرعة للإبداع الأدبي والفني المَركَز الثالث في مَجَال المسرح الدَّورَة التَّاسِعَة (2006).
- جائزة الرواية العربيَّة في الشارقة المَركَز الثاني في مَجَال الرواية الدَّورَة العاشرة (2007).
- جائزة بصرى الشام للقصة القصيرة المَركَز الثالث " الدَّورَة الأولى (2010).
- جائزة المزرعة للإبداع الأدبي والفني المَركَز الثاني في مَجَال الرواية " دَورَة الشاعر يوسف الخطيب (2010).
- جائزة البتاني للقصة القصيرة المَركَز الأول (2011).
- جائزة ثابت بن قرة الحراني للقصة القصيرة المَركَز الثاني (2011).
- جائزة الطيب صالح العالميَّة للإبداع العالميّ / المَركَز الثالث / في مَجَال الرواية (2011).
- جائزة اتحاد الكتاب العرب - سوريا / قصَّة الطَفل / المَركَز الأول (2013).

## وصلات خارجية
- قراءة في مسرحيّة «تداعيات الحجارة» للكاتب محمد الحفري: التصــــدّي لإشــــكالية الواقـــــع، عبد السلام المحاميد.